# Pittsburg/Bay Point-SFO/Millbrae Line

Kaart van het BART-netwerk op weekdagen en zaterdag overdag. De lijn van Pittsburg/Bay Point naar SFO/Millbrae is geel gekleurd.

De Pittsburg/Bay Point-SFO/Millbrae Line of Pittsburg/Bay Point Line is een van de vijf metrolijnen van het Bay Area Rapid Transit-netwerk (BART), dat San Francisco met de rest van de Bay Area verbindt. De lijn begint in Pittsburg/Bay Point in Contra Costa County en loopt door Concord, Pleasant Hill, Walnut Creek, Lafayette, Orinda, Oakland, San Francisco, Daly City, Colma, South San Francisco en San Bruno alvorens de internationale luchthaven van San Francisco (SFO) en Millbrae te bereiken. Er zijn 26 stations op de lijn.
Toen de dienstverlening van BART in 2003 uitgebreid werd tot aan de luchthaven van San Francisco, passeerde de Pittsburg/Bay Point Line de luchthaven en ging hij rechtstreeks naar Millbrae. Alleen de Dublin/Pleasanton Line deed de luchthaven aan. Om meer reizigers aan te trekken, werd de Dublin/Pleasanton Line in februari 2004 ingekort en werd de luchthaven vanaf dan door de populairdere Pittsburg/Bay Point Line bediend. SamTrans drong er echter op aan om die verandering ongedaan te maken, wat in 2005 gebeurde. Op 14 september 2009, echter, werd de lijn hernoemd tot 'Pittsburg/Bay Point - SFO/Millbrae Line' en werden de treinen terug ingezet tussen Daly City en SFO. De treinen rijden door tot in Millbrae op weekdagen 's avonds en tijdens de weekends. Op de andere momenten rijden de treinen van de Richmond-Daly City/Millbrae Line tot in Millbrae.
De metrolijn wordt steeds met geel aangeduid, maar het is ongebruikelijk om BART-metrolijnen bij hun kaartkleur te noemen. Toch hebben woordvoerders van BART de term Yellow Line recent wel gebruikt. De lijn wordt doorgaans Pittsburg/Bay Point Line genoemd, maar een aantal mensen kent de lijn nog als de Concord Line, naar het oude eindpunt in Contra Costa County.
Op deze lijn rijden de langste treinen van het netwerk. Op de piekuren worden er bovendien extra treinen ingezet tot in Pleasant Hill en Concord.

## eBART
| Station             | Overstappunt | Foto * | Type     | Geopend     | Ligging                        | County       |
| ------------------- | ------------ | ------ | -------- | ----------- | ------------------------------ | ------------ |
| Antioch             |              | 130 !  | maaiveld | 26 mei 2018 | 37° 60′ NB, 121° 47′ WL        | Contra Costa |
| Pittsburg Center    |              | 140 !  | maaiveld | 26 mei 2018 | 38° 01′ 6″ NB, 121° 53′ 25″ WL | Contra Costa |
| Pittsburg/Bay Point |              | 150 !  | talud    | 26 mei 2018 | 38° 01′ 8″ NB, 121° 55′ 58″ WL | Contra Costa |

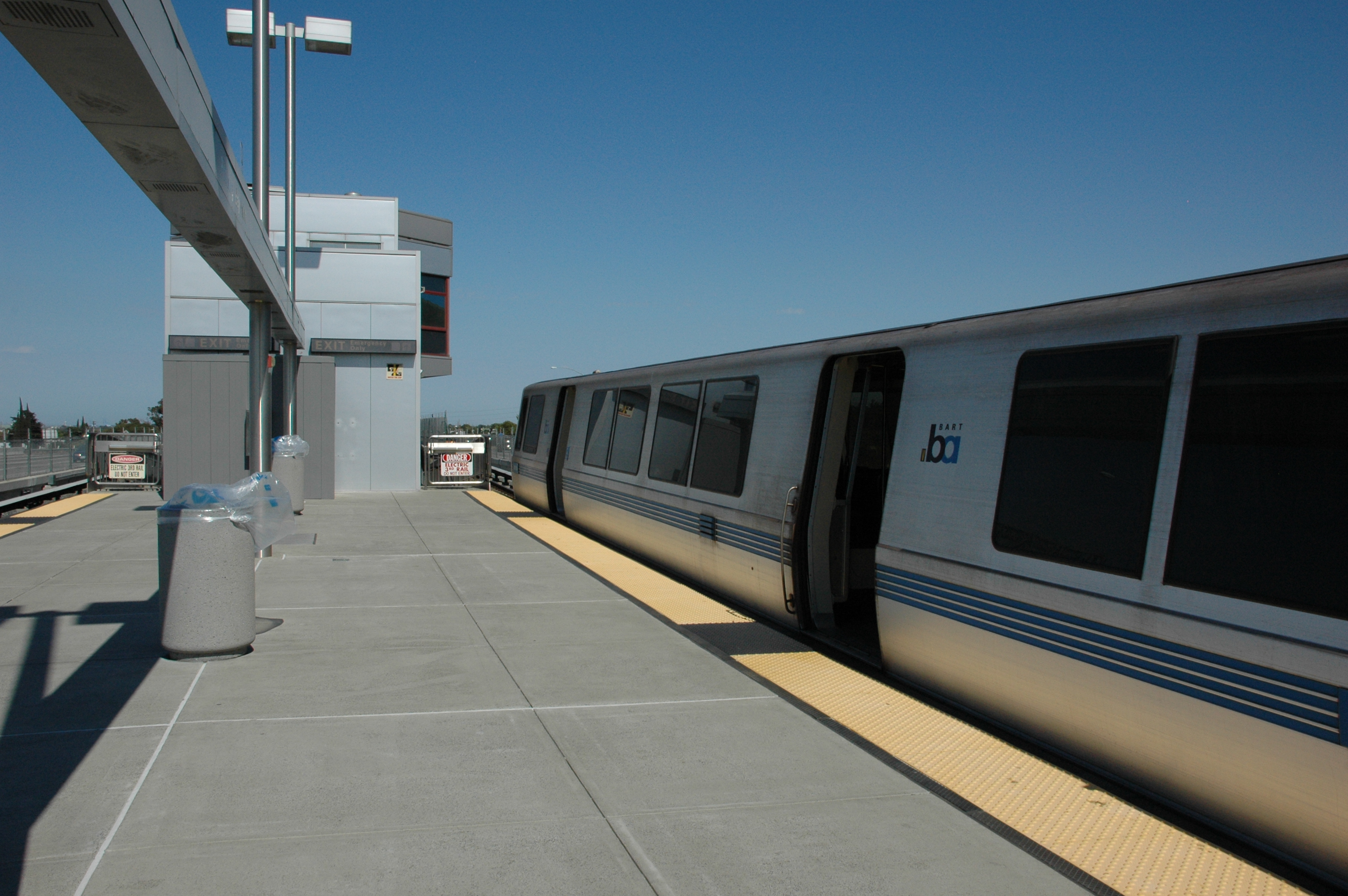
Metrostel in het station Pittsburg/Bay Point.

Er bestaan plannen om de dienstverlening uit te breiden naar het oosten van Contra Costa County, tot in Brentwood en verder. In de eerste fase van dit project, genaamd eBART, is er een dienst met dieseltreinstellen op normaalspoor ingericht in de middenberm van Highway 4. Het voorlopig oostelijke eindpunt ligt bij de Hillcrest Avenue in Antioch en er is een tussenstation bij de Railroad Avenue in Pittsburg. Hoewel dezelfde lijnkleur wordt gehanteerd, en de naam van de lijn alsmede de bestemmingsaanduidingen op de metro's een doorgaande dienst suggereren is dit niet het geval. Omdat de metro's van BART op breedspoor rijden is er 900 meter ten oosten van het eigenlijke station Pittsburg/Bay Point een perron voor de overstappers. Dit perron heeft geen eigen in en uitgangen, doorgaande reizigers rijden tot het overstapperron om tussen de metro en eBART over te stappen.

## Stations
| Station                           | Overstappunt | Foto * | Type                         | Geopend           | Ligging                         | County        |
| --------------------------------- | ------------ | ------ | ---------------------------- | ----------------- | ------------------------------- | ------------- |
| Pittsburg/Bay Point               |              | 150 !  | talud                        | 7 december 1996   | 38° 01′ 8″ NB, 121° 56′ 38″ WL  | Contra Costa  |
| North Concord/Martinez            |              | 160 !  | Uitgraving                   | 16 december 1995  | 38° 00′ 12″ NB, 122° 01′ 30″ WL | Contra Costa  |
| Concord                           |              | 170 !  | viaductstation               | 21 mei 1973       | 37° 58′ 25″ NB, 122° 01′ 45″ WL | Contra Costa  |
| Pleasant Hill/Contra Costa Centre |              | 180 !  | viaductstation               | 21 mei 1973       | 37° 55′ 42″ NB, 122° 03′ 22″ WL | Contra Costa  |
| Walnut Creek                      |              | 190 !  | viaductstation               | 21 mei 1973       | 37° 54′ 21″ NB, 122° 04′ 1″ WL  | Contra Costa  |
| Lafayette                         |              | 200 !  | viaductstation               | 21 mei 1973       | 37° 53′ 36″ NB, 122° 07′ 30″ WL | Contra Costa  |
| Orinda                            |              | 210 !  | viaductstation               | 21 mei 1973       | 37° 52′ 42″ NB, 122° 11′ 1″ WL  | Contra Costa  |
| Rockridge                         |              | 220 !  | viaductstation               | 21 mei 1973       | 37° 50′ 40″ NB, 122° 15′ 7″ WL  | Alameda       |
| MacArthur                         |              | 410 !  | talud                        | 11 september 1972 | 37° 49′ 42″ NB, 122° 16′ 1″ WL  | Alameda       |
| 19th Street Oakland               |              | 420 !  | ondiep gelegen zuilenstation | 11 september 1972 | 37° 48′ 28″ NB, 122° 16′ 8″ WL  | Alameda       |
| 12th Street/Oakland City Center   |              | 430 !  | ondiep gelegen zuilenstation | 11 september 1972 | 37° 48′ 13″ NB, 122° 16′ 19″ WL | Alameda       |
| West Oakland                      |              | 1000 ! | viaductstation               | 16 september 1974 | 37° 48′ 18″ NB, 122° 17′ 42″ WL | Alameda       |
| Embarcadero                       |              | 1010 ! | ondiep gelegen zuilenstation | 27 mei 1976       | 37° 47′ 35″ NB, 122° 23′ 50″ WL | San Francisco |
| Montgomery                        |              | 1020 ! | ondiep gelegen zuilenstation | 5 november 1973   | 37° 47′ 22″ NB, 122° 23′ 50″ WL | San Francisco |
| Powell Street                     |              | 1030 ! | ondiep gelegen zuilenstation | 5 november 1973   | 37° 47′ 2″ NB, 122° 24′ 29″ WL  | San Francisco |
| Civic Center/UN Plaza             |              | 1040 ! | ondiep gelegen zuilenstation | 5 november 1973   | 37° 46′ 47″ NB, 122° 24′ 49″ WL | San Francisco |
| 16th Street Mission               |              | 1040 ! | enkelgewelfdstation          | 5 november 1973   | 37° 45′ 53″ NB, 122° 25′ 12″ WL | San Francisco |
| 24th Street Mission               |              | 1050 ! | enkelgewelfdstation          | 5 november 1973   | 37° 45′ 7″ NB, 122° 25′ 8″ WL   | San Francisco |
| Glen Park                         |              | 1060 ! | kuip                         | 5 november 1973   | 37° 43′ 59″ NB, 122° 26′ 2″ WL  | San Francisco |
| Balboa Park                       |              | 1070 ! | uitgraving                   | 5 november 1973   | 37° 43′ 18″ NB, 122° 26′ 51″ WL | San Francisco |
| Daly City                         |              | 1080 ! | viaductstation               | 5 november 1973   | 37° 42′ 22″ NB, 122° 28′ 8″ WL  | San Mateo     |
| Colma                             |              | 1090 ! | uitgraving                   | 24 februari 1996  | 37° 41′ 5″ NB, 122° 27′ 58″ WL  | San Mateo     |
| South San Francisco               |              | 1100 ! | ondiep gelegen zuilenstation | 22 juni 2003      | 37° 39′ 51″ NB, 122° 26′ 38″ WL | San Mateo     |
| San Bruno                         |              | 1110 ! | uitgraving                   | 22 juni 2003      | 37° 38′ 18″ NB, 122° 25′ 1″ WL  | San Mateo     |
| SFO Airport                       |              | 1120 ! | viaductstation               | 22 juni 2003      | 37° 36′ 59″ NB, 122° 23′ 28″ WL | San Mateo     |

* De sorteerwaarde van de foto is de ligging langs de lijn